# Klaus Egge
Klaus Egge (Gransherad, 19 de julio de 1906 – Oslo, 7 de marzo de 1979) fue un compositor y crítico musical noruego.

## Background
Egge nació en Gransherad, Telemark, Noruega. Era hijo de Rasmus Klausen Egge (1874-1962) y Rakel Abrahamsdatter Iversen (1877-1986). Se graduó de la escuela de maestros en Stord en 1927 y luego ingresó a la Academia Noruega de Música en Oslo. Estudió órgano con Arild Sandvold y armonía con Gustav Lange (1861-1939). En 1929 se graduó y en los años siguientes trabajó como maestro de escuela primaria en Porsgrunn (1930–34). Continuó su educación musical con lecciones privadas de Nils Larsen y clases de composición con Fartein Valen. Debutó como compositor el 4 de abril de 1934 en la Universidad de Oslo. En 1937–38, estudió con Walther Gmeindl (1890-1958) en Berlín. Enseñó en los gimnasios Frogner, Berle y Vestheim hasta 1945.  

## Carrera
El desarrollo musical de Egge se puede dividir en tres períodos. En el primer período, la música folclórica fue la principal fuente de inspiración. En el segundo período, desarrolló un lenguaje tonal más universal. Este período alcanza su cúspide con su técnica metamórfica, donde un motivo musical sufre transformaciones repetidas. El tercer período se define por la exploración de la técnica de los doce tonos.
Las obras para piano Draumkvæ Sonata y Fantasi i Halling, consideradas estándares en el repertorio noruego, representan el primer período compositivo de Egge. Después de la Segunda Guerra Mundial, los elementos de música folclórica en las composiciones de Egge gradualmente perdieron protagonismo, siendo sucedidos por un lenguaje tonal más universal. Egge mantuvo sus pasajes diatónicos distintos y claros, frecuentemente contrastados por disonancias agudas. Uno de los rasgos distintivos de este período compositivo es su desarrollo de una técnica de metamorfosis, en la cual los motivos son sometidos a transformaciones repetidas. Esta técnica alcanza su punto máximo con el Concierto para Violonchelo de Egge de 1966, cuyo primer movimiento se titula Preludio metamórfico.

## Período final de composición de Egge
El período final de composición de Egge se caracterizó por su enfoque en la técnica de los doce tonos. La primera incursión del compositor en este campo se encuentra en su Sinfonía n.º 4 Sinfonía sopra BACH-EGGE op. 30, encargada por la Detroit Symphony Orchestra en 1967. Egge empleó técnicas de series de tonos en obras como la Sinfonía n.º 5, el Concierto para piano y el Quinteto de vientos compuestos en 1976.
La lista de obras principales de Egge incluye cinco sinfonías, tres conciertos para piano, un concierto para violín y un concierto para violonchelo. Sus obras de música de cámara también constituyen una parte importante de su producción: un cuarteto de cuerdas, un trío para piano, dos quintetos de vientos, una sonata para violín y varias obras para piano. Egge también se centró en composiciones vocales y ha escrito canciones y obras corales, a capela, con piano y con acompañamiento orquestal. Entre las principales obras corales de Egge se encuentra Sveinung Vreim, escrita para solistas, coro y orquesta, basada en la saga de Sveinung Vreim tal como se describe en el poema Jonsoknatt de Hans Henrik Holm. Las obras de Egge han sido interpretadas frecuentemente tanto en su país como en Europa y Estados Unidos.

## Vida personal
En 1972, recibió el Premio Honorífico del Consejo de Arte de Noruega (Norsk kulturråds ærespris). También fue Comandante de la Orden de San Olaf (1977) y de la Orden del Halcón de Islandia.  
En 1945, se casó con Helga Sigrid Raugstad. Fueron padres de Guri Egge (nacida en 1948) y del director teatral Kjetil Egge (nacido en 1950). Klaus Egge falleció en 1979 y fue enterrado en Vår Frelsers gravlund en Oslo.

## Obras seleccionadas
- Valse dolce y Akvarell, Op. 1 (1927)
- Violin Sonaten, Op. 3 (1932)
- Draumkvede-sonaten, Op. 4 (1933)
- Cuarteto de cuerdas, Op. 5 (1935)
- Concierto para piano y orquesta No. 1, Op. 9 (1937)
- Sveinung Vreim, Op. 11 (1940)
- Tre fantasier, Op. 12 (1939)
- Quinteto para vientos, Op. 13 (1939)
- Trío para piano, Op. 14 (1940)
- Fjell-Norig: Symfonisk høgsong for dramatisk sopran og orkester, Op. 15 (1941)
- Noreg-songen, Op. 16 (1952)
- Sinfonía Nr. 1 : Lagnadstonar, Op. 17 (1942)
- Draumar i Stjernesnø, Op. 18 (1944)
- Elskhugskvede, Op. 19 (1942)
- Concierto para piano y orquesta No. 2, Symfoniske variasjoner og fuge over en norsk folketone, Op. 21 (1944)
- Sinfonía Nr. 2 : Sinfonía Giocosa, Op. 22 (1947)
- Duo Concertante para violín y viola, Op.23 (1945–51)
- Concierto para violín y orquesta, Op. 26 (1953)
- Sonatas Patéticas, Op. 27 (1955)
- Sinfonía No. 3 : Louisville Symphony, Op. 28 (1958)
- Concierto para violonchelo y orquesta, Op. 29 (1966)
- Sinfonía No. 4 : Sinfonía seriale sopra BACH – EGGE, Op. 30 (1967)
- Sinfonía No. 5 : Sinfonía dolce quasi passacaglia, Op. 31 (1969)
- Concierto para piano y orquesta No. 3, Op. 32 (1973)

## Discografía
- Conrad Baden, Klaus Egge, Alfred Janson, Bjarne Brustad, Música contemporánea de Noruega (1967)
- Klaus Egge, Knut Nystedt, The Hindar String Quartet, Cuarteto de cuerdas No. 1 Op. 5 / Cuarteto de cuerdas No. 4 Op. 56 (1968)
- Klaus Egge, Camilla Wicks, Orquesta Filarmónica de Oslo, Øivin Fjeldstad, Kjell Bækkelund, Concierto para violín, Op. 26 / Sonata para piano No. 2 (1968)
- Odd Grüner-Hegge, Klaus Egge, Música contemporánea de Noruega (1971)
- Klaus Egge, Finn Mortensen, Egil Hovland, Sinfonía No. 4 Op. 30 / Fantasía para piano y orquesta, Op. 27 / Lamentos para orquesta, Op. 43 (1971)
- Sonata sobre el tema del «Dream Vision» para piano, Op. 4 / Concierto para piano No. 2, Op. 21 (1972)
- Orquesta Sinfónica de Trondheim, Eva Knardal, Concierto para piano No. 2, Op. 21 / Sinfonía No. 1 Op. 17 (1988)
- Kjell Bækkelund, Arietta - 38 perlas clásicas para piano (1994)
- Quattro Stagioni, Cantio (1994)
- Klaus Egge, Torleif Torgersen, Obras para piano (1999)
- Fartein Valen, Klaus Egge, Johan Kvandal, Alfred Janson, Oslo String Quartet, Cuartetos de cuerda noruegos del siglo XX (2000)
- Kjell Bækkelund, Crescendo (2005)
- Klaus Egge, Håvard Gimse, TrondheimSoloists, Øyvind Gimse, Concierto para piano No. 2, Sonata para piano No. 1 "Draumkvædet", Fantasía Halling (2007)
- Fartein Valen, Klaus Egge, Finn Mortensen, Rolf Wallin, Håkon Austbø, Imperativos noruegos (2009)